# Nina Björk
Nina Karolina Björk, född 18 maj 1967 i Offerdal, Jämtland, är en svensk litteraturvetare, frilansjournalist, författare och feminist. Hon och är mest känd för den feministiska debattboken Under det rosa täcket från 1996, vilken sålts i 100 000 exemplar. Hon är bosatt i Lund.

## Biografi

### Bakgrund
Björk, som växte upp i Ullared, började läsa litteraturvetenskap vid Lunds universitet 1987. Hon läste även journalistik vid Journalisthögskolan i Göteborg 1988–1990 innan hon återvände till Lund och litteraturstudierna. Hon blev fil. kand. i litteraturvetenskap i Lund 1994 och fortsatte under de kommande åren med forskarstudier, med avbrott för andra aktiviteter – inklusive 1996 års uppmärksammade debattbok Under det rosa täcket. Hon disputerade i litteraturvetenskap vid Göteborgs universitet 2008 med avhandlingen Fria själar. Om ideologi och verklighet i Locke, Mill och Benedictsson.
Björk har under årens lopp även läst enstaka kurser i idé- och lärdomshistoria, sociologi, drama-teater-film och genusvetenskap. Hon har även varit krönikör i Dagens Nyheter men sades upp till följd av Gunilla Herlitz' besparingsprogram.
I senare böcker som Fria själar, Lyckliga i alla sina dagar och Om man älskar frihet har hennes samhällskritik rört sig bort från feminismen och specifikt till en kritik av det kapitalistiska varusystemet och liberalismen. Hon har även kritiserat tanken att människor kan byta kön enbart genom att säga att de är det nya könet.
Hon tilldelades Leninpriset 2021 med motiveringen "Under mer än 25 år har Nina Björk uthålligt, djuplodande och med knivskarpt logisk pedagogik ur feministiskt och marxistiskt perspektiv i sin kritik analyserat och dissekerat de grundläggande existentiella villkoren i vår nyliberala civilisation och de ideologiska försvaren för denna."

### Debatt 2005
Björk rörde upp en debatt på Dagens Nyheters och Expressens kultursidor 2005. Det skedde efter att ha ifrågasatt om det är bra för barn att börja tidigt i förskola, grundat på erfarenheter från de egna barnen. Hennes förslag var att barn inte skulle få börja i förskola före två års ålder och att föräldraledigheten under denna tid skulle kvoteras.
Detta möttes av starka reaktioner, möjligen på grund av att svenska feminister sedan Grupp 8 hållit frågan om heltidsarbete och rätt till daghemsplats mycket högt. Nina Lekander, Petra Ulmanen, Magnus Linton och Linna Johansson kritiserade förslaget mycket hårt. Hon fick emellertid medhåll från bland andra Anna Wahlgren, som menade att hon fört fram samma åsikt redan under 1970-talet, Linda Skugge och Maria Larsson. Den senare välkomnade samtidigt Björk till Kristdemokraterna.
En tredje ståndpunkt, till Björks försvar, hävdades av Lisa Gålmark.

### Övriga aktiviteter
2001 var hon sommarpratare i Sommar i P1.

## Priser och utmärkelser
- 2000 – Gerard Bonniers essäpris[14]
- 2008 – Gerard Bonniers stipendium för kulturjournalistik[14]
- 2010 – Expressens Björn Nilsson-pris för god kulturjournalistik
- 2010 – Falkenbergs kommuns kulturpris[15]
- 2013 – Läsarnas Sveriges Medalj[16]
- 2012 – Sydsvenska Dagbladets kulturpris[17]
- 2013-14 – Lars Salvius-priset
- 2014 – Harry Martinson-priset[18]
- 2015 – Aftonbladets Axel Liffner-stipendiet[19]
- 2016 – Örjan Lindberger-priset
- 2017 – Eva Bonniers 70-årsfonds stipendium[20]
- 2021 – Leninpriset[21]
- 2021 – Elin Wägner-sällskapets Väckarklocka[22]

## Källhänvisningar
1. ↑  Sveriges befolkning
1990:
Björk, Nina Karolina
2. 1 2  Granestrand, Lasse (16 september 2012). ”Nina Björk: ”Jag kan inte leva som jag lär””. Dagens Nyheter. http://www.dn.se/livsstil/nina-bjork-jag-kan-inte-leva-som-jag-lar/. Läst 16 september 2012.
3. ↑  Hallands Nyheter: Nina Björk: Märkligt att komma från en affär
4. ↑  "Författaren: Nina Björk". Arkiverad 2 april 2015 hämtat från the Wayback Machine. Lu.se. Läst 28 februari 2015.
5. 1 2  ”Vad hände sen?”. Lunds Universitet. 1 november 2007. Arkiverad från originalet den 28 mars 2010. https://web.archive.org/web/20100328164002/http://www.lu.se/o.o.i.s/1047. Läst 9 juni 2014.
6. ↑  Croneman, Johan (2010-03-18): "Johan Croneman: Ingen från Dagens Nyheters ledning, ingen ägare, ingen styrelseordförande...". DN.se. Läst 28 februari 2015.
7. ↑  Enström, Nette Wermeld. ”Skarp uppgörelse med liberalismens paradoxer”. https://www.opulens.se/litteratur/skarp-uppgorelse-med-liberalismens-paradoxer/. Läst 11 september 2020.
8. ↑  ”Nina Björk”. Leninpriset. http://www.leninpriset.se/pristagare/nina-bjork/. Läst 12 september 2024.
9. ↑  Björk, Nina (2007-10-01): "Hur mäter vi lycka?". DN.se. Läst 28 februari 2015.
10. ↑  Wahlgren, Anna (2005-12): "Mansfeminismens småbarnsförtryck". Arkiverad 7 december 2008 hämtat från the Wayback Machine. Annawahlgren.com. Läst 28 februari 2015.
11. ↑  Gustavsson, Cecilia (2005-11-18): "Dagisbråket". Arkiverad 11 februari 2006 hämtat från the Wayback Machine. Aftonbladet.se. Läst 28 februari 2015.
12. ↑  Gålmark, Lisa 82005-12-01): "Vad var det hon sa egentligen?" Arkiverad 21 oktober 2013 hämtat från the Wayback Machine. Lisagalmark.se (från Falu-Kuriren)
13. ↑  Radioprogrammet Sommar 18 juni 2001. SR.se.
14. 1 2  "Nina Björk". Arkiverad 2 april 2015 hämtat från the Wayback Machine. Wwd.se. Läst 28 februari 2015.
15. ↑  ”Kulturpriset - Falkenbergs kommun”. kommun.falkenberg.se. Arkiverad från originalet den 27 februari 2021. https://web.archive.org/web/20210227060843/https://kommun.falkenberg.se/kommun/priserochutmarkelser/kulturpriset.4.34918a971653bb434f930810.html. Läst 15 februari 2021.
16. ↑  "Pristagare". Arkiverad 15 januari 2014 hämtat från the Wayback Machine. Lasarnassverige.n.nu. Läst 28 februari 2015.
17. ↑  Nylund, Sarah (28 februari 2013). ”Arkiverade kopian”. Sydsvenskan. Arkiverad från originalet den 2 mars 2013. https://web.archive.org/web/20130302124405/http://www.sydsvenskan.se/kultur--nojen/nina-bjork-fick-arets-kulturpris/. Läst 8 november 2013.
18. ↑  "Nina Björk får Harry Martinson-pris". Arkiverad 2 april 2015 hämtat från the Wayback Machine. Svt.se. Läst 28 februari 2015.
19. ↑  "Nina Björk får Aftonbladets Liffnerstipendium". Aftonbladet.se. Läst 21 januari 2016.
20. ↑  ”Nina Björk får stipendium av Stiftelsen Eva Bonniers 70-årsfond för ”Drömmen om det röda””. Dagens Nyheter. 4 april 2017. https://www.dn.se/kultur-noje/nina-bjork-far-stipendium-av-stiftelsen-eva-bonniers-70-arsfond-for-drommen-om-det-roda/. Läst 15 februari 2021.
21. ↑  ”Leninpriset | Ett kulturpris och en taskspark mot makten”. http://www.leninpriset.se/. Läst 2 februari 2021.
22. ↑  ”Elin Wägner-sällskapet”. Elin Wägner-sällskapet. https://www.elinwagner.se/. Läst 15 mars 2022.